# Vincent Aka-Akesse
Vincent Aka-Akesse (ur. 25 października 1975) – iworyjski i od 2003 roku francuski zapaśnik w stylu wolnym. Trzykrotny olimpijczyk. Dwudziesty w Sydney 2000 i Atenach 2004 a w Pekinie 2008 zajął 18 miejsce. Startował w kategorii 84–96 kg.
Zajął dziewiąte miejsce na mistrzostwach świata w 1999. Srebrny medalista mistrzostw Europy w 2005 i igrzysk śródziemnomorskich w 2005. Szósty na igrzyskach afrykańskich w 1999. Trzykrotny medalista mistrzostw Afryki, złoty w 2000 roku.